# Gräsö (ort)
Gräsö är kyrkbyn i Gräsö socken och en småort i Östhammars kommun på ön Gräsö med Gräsö kyrka. 
På Gräsö fanns det en lågstadieskola,  Gräsöskolan, det finns också en Icabutik vid färjeläget. Det finns även ett lägenhetsområde med cirka 150 lägenheter som heter Sundsborg. 

## Kommunikationer
Färjeleden Gräsöleden är den enda anslutning som finns till ön, färjeleden trafikeras av två färjor, de andra anslutningarna är två busslinjer som går från Öregrund (853, 854), de två busslinjer går till norra respektive södra delen av ön.